# Bernhard Hermann Rose
Wilhelm Albert Ernst Bernhard Hermann Rose (* 2. Juni 1819 in Saalfeld; † 4. März 1886 in Coburg) war deutscher Geheimer Staatsrat, Landtagsabgeordneter und Ministerialrat.

## Leben
Hermann Rose war ein Sohn vom Ministerialrat Wilhelm Gotthelf Rose (1772–1829) und Caroline Schmuzer, eine Tochter des Coburger Rechnungskommissärs Johann Georg Schmuzer. Er war von 1836 bis 1839 Landwirt und studierte im Anschluss für 3. Semester Kameralistik in Jena. 1841 wurde er Kammer-Accessist und bereits ein Jahr später durch Herzog Ernst I. zum Verwalter des Gutes Sternberg ernannt. Ab 1844 war er Herzoglich Coburgischer Archivsekretär. Später erfolgte die Ernennung zum Regierungsrat in der Herzoglichen Landesregierung in Coburg.
Anfang 1858 wurde der Regierungsrat Rose durch den Herzog Ernst II. von seinen Aufgaben als Mitglied der Herzoglichen Landesregierung in Coburg entbunden und als Ministerialrat in das Herzogliche Staatsministerium für Coburg versetzt. Mitte 1858 wurde er dort vortragender Rat.
Hermann Rose hielt 1861 einen Vortrag beim Herzog Ernst II. zum Bauvorhaben der Callenberg-Farm, in welches Rose bis zur Fertigstellung involviert war.
Für den Herzog unterzeichnete Rose unterschiedliche Staatsdokumente, wie z. B.:
- 1863 den Vertrag über den Beitritt der herzoglichen Regierung von Sachsen-Coburg und Gotha für das Herzogtum Coburg zum süddeutschen Münzvereins[5] und
- 1865 den Staatsvertrag zwischen dem Königreich Bayern und dem Herzogtum Sachsen-Coburg-Gotha für die Besteuerung des Herzoglichen Amtes Königsberg[6]

Zusätzlich wurde der nun Geheime Regierungsrat Rose 1867 zum Mitglied der Herzoglichen Verwaltung der Lichtenberger Fideikommiss ernannt.
Ab 1873 gehörte Rose dem Coburger Landtag an und leitete mit herzöglicher Vollmacht den Landtag. 1875 wurde er zum Staatsrat ernannt.
Hermann Rose war in erster Ehe mit Thekla Ludloff (1826–1849) verheiratet, welche bei der Geburt ihres gemeinsamen Sohnes starb. Sein Sohn wurde auch nur fünf Jahren alt. In zweiter Ehe war er mit Caroline Geiß (1815–1882) verheiratet, und sie hatten zwei gemeinsame Töchter. Seine Frau engagierte sich sozial für die Armenpflege und in einem Frauenverein.

## Mitgliedschaften (Auswahl)
Hermann Rose war um 1858 im Vorstand des evangelischen Landesvereins der Gustav-Adolf-Stiftung und ebenso im Vorstand des Kunst- und Gewerbe-Vereins Coburgs.
Von ca. 1856 bis 1875 war er im Verwaltungsrat der Coburg-Gothaischen Credit-Gesellschaft.
Zusätzlich war er auch Mitglied des Coburger Lokalvereins der Deutschen Gesellschaft für Anthropologie, Ethnologie und Urgeschichte und ebenso bei der Versammlung der Deutschen Land- und Forstwirte aktiv.

## Werk
- Statistische Mittheilungen über das Herzogthum Sachsen-Coburg mit besonderer Rücksicht auf Land- und Forst-Wirthschaft, Dietz'sche Hofbuchdruckerei, 1857

## Auszeichnungen
- 1860: Ritter I. Klasse des Orden vom heiligen Michael[13]
- 1863: Ritter des Verdienstordens der Bayerischen Krone[14]
- 1864: Ritterkreuz II. Klasse des Herzoglich Sachsen-Ernestinischen Hausorden[15]
- 1883: Ehrenbürger der Stadt Coburg